# European League of Football 2023
La European League of Football 2023 sarà la 3ª edizione dell'omonimo torneo di football americano.
Il 13 maggio 2022 è stata annunciata la partecipazione a partire da questa edizione di tre nuove franchigie (gli italiani Seamen Milano, gli ungheresi Fehérvár Enthroners e gli svizzeri Helvetic Guards di Zurigo), il 3 agosto vi si è unita una franchigia con sede a Monaco di Baviera (in seguito denominata Munich Ravens), mentre il 24 settembre successivo sono entrati nella lega i cechi Prague Lions e una nuova franchigia con sede a Parigi (il 23 gennaio 2023 è stato annunciato che il nome sarà Paris Saints).
Il 25 novembre 2022 è stata annunciata la Schauinsland-Reisen-Arena di Duisburg come sede della finale.
Il 16 dicembre 2022 è stato annunciato il ritiro degli Istanbul Rams. Lo stesso giorno sono state annunciate le Conference e il formato della stagione regolare e dei playoff.
il 27 febbraio 2023 la squadra di Parigi annuncia il cambio di nome in Paris Musketeers

## Squadre partecipanti
| Club                | Città                | Stadio                                                     | Sponsor ufficiale | Risultato nella stagione 2022 |
| ------------------- | -------------------- | ---------------------------------------------------------- | ----------------- | ----------------------------- |
| Barcelona Dragons   | Montbrió del Camp    | Camp Nou Municipal (Reus)                                  |                   |                               |
| Berlin Thunder      | Berlino              | Olympiapark-Amateurstadion Friedrich-Ludwig-Jahn-Sportpark |                   |                               |
| Cologne Centurions  | Colonia              | Südstadion Ostkampfbahn                                    |                   |                               |
| Fehérvár Enthroners | Székesfehérvár       |                                                            |                   |                               |
| Frankfurt Galaxy    | Francoforte sul Meno | PSD Bank Arena                                             |                   |                               |
| Hamburg Sea Devils  | Amburgo              | Stadion Hoheluft                                           |                   |                               |
| Helvetic Guards     | Zurigo               | LIDL Arena (Wil)                                           |                   |                               |
| Leipzig Kings       | Lipsia               | Alfred-Kunze-Sportpark                                     |                   |                               |
| Munich Ravens       | Monaco di Baviera    |                                                            |                   |                               |
| Panthers Wrocław    | Breslavia            | Stadion Olimpijski                                         |                   |                               |
| Paris Musketeers    | Parigi               |                                                            |                   |                               |
| Prague Lions        | Praga                |                                                            |                   |                               |
| Rhein Fire          | Düsseldorf           | Schauinsland-Reisen-Arena (Duisburg)                       |                   |                               |
| Seamen Milano       | Milano               | Velodromo Maspes-Vigorelli                                 |                   |                               |
| Stuttgart Surge     | Stoccarda            | Gazi-Stadion auf der Waldau                                |                   |                               |
| Tirol Raiders       | Innsbruck            | Tivoli-Neu Stadion                                         |                   |                               |
| Vienna Vikings      | Vienna               | Generali Arena                                             |                   | Campione                      |

### Classifiche
Le classifiche della regular season sono le seguenti:
- PCT = percentuale di vittorie, G = partite giocate, V = partite vinte, P = partite perse, PF = punti fatti, PS = punti subiti
- La qualificazione ai playoff direttamente in semifinale in verde

#### Western Conference
| Pos. | Squadra            | PCT  | G | V | P | PF | PS |
| ---- | ------------------ | ---- | - | - | - | -- | -- |
| 1    | Cologne Centurions | .000 | 0 | 0 | 0 | 0  | 0  |
| 2    | Paris Musketeers   | .000 | 0 | 0 | 0 | 0  | 0  |
| 3    | Frankfurt Galaxy   | .000 | 0 | 0 | 0 | 0  | 0  |
| 4    | Hamburg Sea Devils | .000 | 0 | 0 | 0 | 0  | 0  |
| 5    | Rhein Fire         | .000 | 0 | 0 | 0 | 0  | 0  |

#### Central Conference
| Pos. | Squadra           | PCT  | G | V | P | PF | PS |
| ---- | ----------------- | ---- | - | - | - | -- | -- |
| 1    | Barcelona Dragons | .000 | 0 | 0 | 0 | 0  | 0  |
| 2    | Helvetic Guards   | .000 | 0 | 0 | 0 | 0  | 0  |
| 3    | Munich Ravens     | .000 | 0 | 0 | 0 | 0  | 0  |
| 4    | Seamen Milano     | .000 | 0 | 0 | 0 | 0  | 0  |
| 5    | Stuttgart Surge   | .000 | 0 | 0 | 0 | 0  | 0  |
| 6    | Tirol Raiders     | .000 | 0 | 0 | 0 | 0  | 0  |

#### Eastern Conference
| Pos. | Squadra             | PCT  | G | V | P | PF | PS |
| ---- | ------------------- | ---- | - | - | - | -- | -- |
| 1    | Berlin Thunder      | .000 | 0 | 0 | 0 | 0  | 0  |
| 2    | Fehérvár Enthroners | .000 | 0 | 0 | 0 | 0  | 0  |
| 3    | Leipzig Kings       | .000 | 0 | 0 | 0 | 0  | 0  |
| 4    | Panthers Wrocław    | .000 | 0 | 0 | 0 | 0  | 0  |
| 5    | Prague Lions        | .000 | 0 | 0 | 0 | 0  | 0  |
| 6    | Vienna Vikings      | .000 | 0 | 0 | 0 | 0  | 0  |

## Playoff

### Tabellone
|  | Wild Card | Wild Card        | Wild Card      |                  |    | Semifinali | Semifinali | Semifinali |  |  | III ELF Championship Game | III ELF Championship Game | III ELF Championship Game |  |
|  |           |                  |                |                  |    |            |            |            |  |  |                           |                           |                           |  |
|  |           |                  |                |                  |    | 1          | Rhein Fire | 42         |  |  |                           |                           |                           |  |
|  |           |                  |                |                  |    | 1          | Rhein Fire | 42         |  |  |                           |                           |                           |  |
|  |           |                  | 4              | Frankfurt Galaxy | 23 |            |            |            |  |  |                           |                           |                           |  |
|  | 4         | Frankfurt Galaxy | 4              | Frankfurt Galaxy | 23 | 20         |            |            |  |  |                           |                           |                           |  |
|  | 4         | Frankfurt Galaxy |                |                  |    |            |            |            |  |  |                           |                           |                           |  |
|  | 5         | Berlin Thunder   | 3              |                  |    |            |            |            |  |  |                           |                           |                           |  |
|  | 5         | Berlin Thunder   | 3              |                  | 1  | Rhein Fire | 53         |            |  |  |                           |                           |                           |  |
|  |           |                  |                |                  |    |            |            |            |  |  |                           |                           |                           |  |
|  |           |                  | 3              | Stuttgart Surge  | 34 |            |            |            |  |  |                           |                           |                           |  |
|  |           |                  |                | Stuttgart Surge  | 34 |            |            |            |  |  |                           |                           |                           |  |
|  |           |                  |                |                  |    |            |            |            |  |  |                           |                           |                           |  |
|  |           |                  |                |                  |    |            |            |            |  |  |                           |                           |                           |  |
|  |           | 2                | Vienna Vikings | 33               |    |            |            |            |  |  |                           |                           |                           |  |
|  |           |                  |                | 33               |    |            |            |            |  |  |                           |                           |                           |  |
|  |           |                  | 3              | Stuttgart Surge  | 40 |            |            |            |  |  |                           |                           |                           |  |
|  | 3         | Stuttgart Surge  | 3              | Stuttgart Surge  | 40 | 37         |            |            |  |  |                           |                           |                           |  |
|  | 3         | Stuttgart Surge  |                |                  |    |            |            |            |  |  |                           |                           |                           |  |
|  | 6         | Panthers Wrocław | 14             |                  |    |            |            |            |  |  |                           |                           |                           |  |

### Wild Card
| 2023 | TBD | – | TBD |  |

| 2023 | TBD | – | TBD |  |

### Semifinali
| 2023 | TBD | – | TBD |  |

| 2023 | TBD | – | TBD |  |

### III ELF Championship Game
| Duisburg 24 settembre 2023 | TBD | – | TBD | Schauinsland-Reisen-Arena |